# Another Cinderella Story
Another Cinderella Story ist eine romantische Tanz- und Musikkomödie aus dem Jahr 2008 von Regisseur Damon Santostefano, der den Film auch mitproduzierte. Die Hauptrollen spielten Selena Gomez und Drew Seeley.
Es ist eine Neuverfilmung des 2004 veröffentlichten Spielfilms Cinderella Story mit gleichen Themen und ähnlichen Situationen, leicht verändertem Umfeld und anderen Schauspielern. Der Film wurde direkt auf DVD veröffentlicht und kam nicht in die Kinos.

## Handlung
Marys Eltern leben nicht mehr, deshalb wohnt sie als Waise in Los Angeles im Haus von Dominique und deren Töchtern Britt und Bree. Für die muss sie den ganzen Tag über schuften. Ihre Leidenschaft ist jedoch das Tanzen. Joey Parker ist ein berühmter Teeniestar und kehrt an die Beverly Glen High School zurück, um seinen Schulabschluss zu machen. Joey und Mary tanzen auf dem Schulball miteinander, allerdings maskiert. Joey verliebt sich in die geheimnisvolle Schöne und möchte unbedingt wissen, wer sie ist. Doch Mary muss vor Mitternacht zu Hause sein, denn um diese Zeit kommt Dominique nach Hause, die ihr verboten hat, auf den Ball zu gehen. Während sie überstürzt verschwindet, verliert sie ihren MP3-Player. Joey findet ihn und sucht von nun an nach dem geheimnisvollen Mädchen, von dem er nur weiß, dass sie fantastisch tanzt. Zur gleichen Zeit rufen Joey und seine Plattenfirma einen großen Tanzwettbewerb aus, die Gewinnerin darf in seinem nächsten Musikvideo mittanzen. Mary hatte sich außerdem bei einer Tanzakademie in Manhattan beworben – Mary sieht dies als Chance, Dominique und den fiesen Schwestern Bree und Britt zu entkommen und ihren Traum, das Tanzen, zu leben. Allerdings bekommt Dominique von dem Plan mit, als eine Frau von der Akademie bei ihr anruft und einen Termin für das Vortanzen vereinbaren will. Dominique lügt, indem sie vorspielt, dass Mary zwei gebrochene Beine hat. Am Ende gewinnt Mary den Tanzwettbewerb und kommt mit Joey zusammen, außerdem bekommt sie die Zusage für ein Stipendium an der Tanzakademie. Zum Schluss helfen Joey und Tami ihr dabei, die Kartons in den Wagen zu laden, da sie bei Dominique auszieht. Diese, sitzend im Rollstuhl durch ein Unfall bei Joeys Wettbewerb, ruft Mary hinterher. Allerdings bekommt sie die Antwort, dass Mary nicht mehr für sie arbeitet und sie fährt davon.

## Synchronisation
Für das Dialogbuch und die Dialogregie war Bianca Krahl im Auftrag der Berliner Synchron GmbH Wenzel Lüdecke zuständig.
| Rolle              | Darsteller/in          | Synchronsprecher/in |
| ------------------ | ---------------------- | ------------------- |
| Mary Santiago      | Selena Gomez           | Kristina Tietz      |
| Dominique Blatt    | Jane Lynch             | Heike Schroetter    |
| Joey Parker „J.P.“ | Drew Seeley            | Till Völger         |
| Bree               | Katherine Isabelle     | Jill Schulz         |
| Britt              | Emily Perkins          | Julia Blankenburg   |
| Tami               | Jessica Parker Kennedy | Adak Azdasht        |
| Dustin „The Funk“  | Marcus T. Paulk        | Julius Jellinek     |
| Natalia            | Nicole LaPlaca         | Giuliana Jakobeit   |
| Doreen Smithe      | Tiffany Burns          | Bianca Krahl        |
| Evie Parker        | Lynda Boyd             | Martina Treger      |
| Lee-Ha             | Colin Foo              | Gerald Schaale      |
| Paula Pinella      | Gina Chiarelli         | Nina Herting        |
| Rod Parker         | Garwin Sanford         | Hans Hohlbein       |

## Hintergrund
- Der Film basiert auf dem Märchen Aschenputtel, welches im englischen Sprachraum Cinderella heißt. Die Handlung wurde in die heutige Zeit versetzt; der verlorene Glasschuh wurde hier durch einen MP3-Player ersetzt.
- Die Dreharbeiten fanden vom 5. November 2007 bis 15. Dezember 2007 in Vancouver statt.
- Die Produktionskosten wurden auf rund 5 Millionen US-Dollar geschätzt.
- Erstveröffentlichung auf DVD war in den USA am 16. September 2008, in Deutschland am 21. November 2008

## Kritiken
- Edward Havens auf filmjerk.com meinte, Another Cinderella Story sei kein direkter Nachfolger von A Cinderella Story […] was der Film eigentlich sein wolle, wäre ein High School Musical-Klon. […] Wenn man eine gute Cinderella-Geschichte sehen wolle, gäbe es zudem zahlreiche andere. Dieser Film wäre ausschließlich für jene, die meinen High School Musical wäre „das am meisten besteste Ding aller Zeiten“  und diejenigen, die ihn hassen würden, würden ihn „voll nicht verstehen und so“.[1]
- Lacey Walker auf christiananswers.net fand zahlreiche Ähnlichkeiten zur Handlung von Cinderella Story aus dem Jahr 2004. Sie kritisierte die abwegige Liebesgeschichte zwischen einem sehr jungen, minderjährigen Mädchen und einem 25-jährigen Mann. Während der Dreharbeiten war Selena Gomez 15 Jahre alt und ihr Partner Drew Seeley 10 Jahre älter – der große Altersunterschied sei auch im Film überdeutlich sichtbar.[2]

## Soundtrack
1. „Tell Me Something I Don’t Know“ – Selena Gomez
2. „No Average Angel“ – Tiffany Giardina
3. „New Classic“ – Drew Seeley & Selena Gomez
4. „Hurry Up & Save Me“ – Tiffany Giardina
5. „Just That Girl“ – Drew Seeley
6. „Bang A Drum“ – Selena Gomez
7. „1st Class Girl“ – Marcus T. Paulk featuring Drew Seeley
8. „Hold 4 You“ – Jane Lynch
9. „Valentine’s Dance Tango“ – The Twins
10. „Don’t Be Shy — Small Change featuring“ Lil’ JJ and Chani
11. „X-Plain it to My Heart“ – Drew Seeley
12. „New Classic“ (Live Performance) – Drew Seeley & Selena Gomez
13. „Another Cinderella Story“ – Score Suite — Performed and written by John Paesano
14. „New Classic“ (Acoustic Version)- Drew Seeley